# Кенесары Касымов
Кенесары́ Касымов (каз. Кенесары Қасымұлы; 1802, вблизи горы Бурабай — 25 июня 1847, холм Кеклик-Сенгир у реки Карасу) — казахский государственный, политический и военный деятель, хан Среднего жуза, полководец, из рода чингизидов торе, внук Абылай-хана. 
В советской историографии Кенесары характеризовался как руководитель реакционного феодально-монархического движения. Согласно казахской историографии, с 1841 года — последний хан всех трёх жузов.
В Казахстане почитается как лидер национально-освободительного движения казахов в 1837—1847 годах.

## Биография

### Происхождение
Отец Кенесары, Касым-султан (или Касым-торе) родился от жены-калмычки Абылай-хана. Касым, будучи знатным и богатым чингизидом (торе), имел несколько жён и многочисленное потомство. Его старшая жена Айкумис была матерью 6 детей Касыма — Саржан, Есенгелди, Кошек, Агатай, Бопай и Кенесары. Бопай, младшая сестра Кенесары, была активной участницей его восстания. Батыр Наурызбай, младший брат Кенесары, родившийся от 2-й жены Касыма, также принимал активное участие в восстании.

### Ликвидация ханской власти
В 1822 году император Александр I издал указ о введении разработанного М. М. Сперанским «Устава о сибирских киргизах», которым ликвидировалась ханская власть в казахских жузах. Внедряемый новый административный порядок встретил резкое противодействие среди некоторых казахских ханов, которые стремились восстановить прежний уклад и даже отделить казахские земли от Российской империи. Самое упорное сопротивление было оказано со стороны наиболее влиятельной и многочисленной в Среднем жузе семьи Касымов из рода Абылай-хана. Отец Кенесары Касым Абылайханов, со всеми своими родичами откочевал в пределы Кокандского ханства, откуда его сторонники стали совершать разорительные набеги на южные волости Акмолинского внешнего округа и разорять казахские аулы, которые приняли российское управление. Кенесары, как и другие представители казахской аристократии, получил степное воспитание и с детства постигал азы управления и военного искусства. Уже в юные годы Кенесары прославился лидерскими и организаторскими качествами, выделялся среди своих многочисленных братьев и сверстников, снискав себе уважение окружающих.

## Восстание
Самое продолжительное и крупное в XIX веке национально-освободительное восстание на территории современного Казахстана под руководством султана Кенесары Касымова охватывало всю территорию Среднего жуза и части Младшего и Старшего. Например, в Младшем Жузе соратником Кенесары выступил знаменитый батыр Жанкожа Нурмухамедов. Также как и восстание под руководством Исатая Тайманова и Махамбета Утемисова 1836–1838 годов, в основе своей имело непримиримое отношение к политике, проводимой дворянской знатью царской России по отношению к простому казахскому населению, упрочению и расширению российских укрепленных линий.
Политические взгляды Кенесары формировались в трудные годы 1-й четверти XIX века, когда Российская империя всё более проникала в глубь казахских степей. Проводимая политика обесправливания простого казахского населения вызывала массовые протесты казахов. Во главе народных выступлений встали активные представители казахской чингизидской знати. Именно в этот период в ходе национально-освободительной борьбы казахов (1820–1830-е годы) Кенесары выдвинулся в политические лидеры своего народа. В эти годы он принимал активное участие в движении, возглавляемом его братом Саржаном.

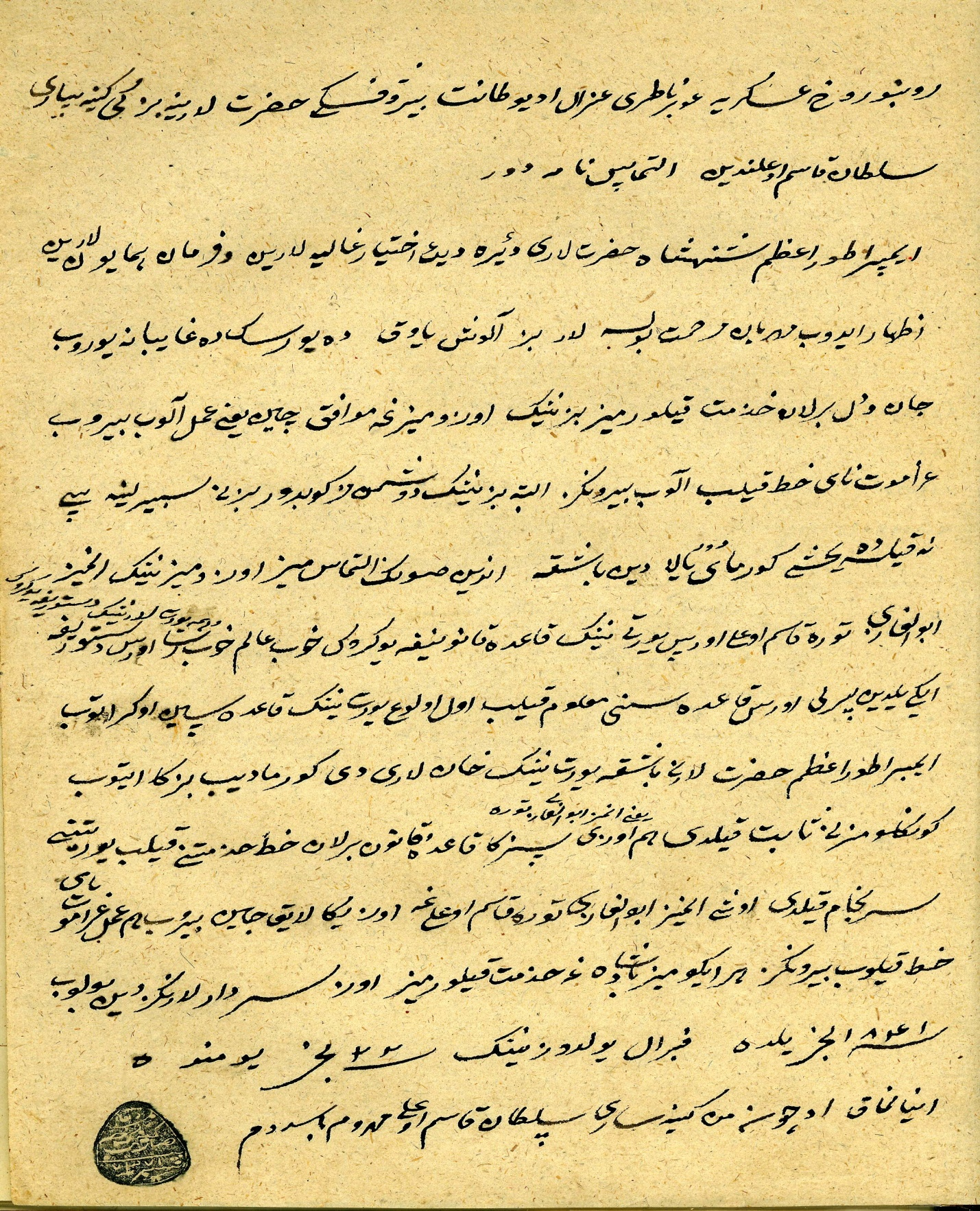
Письмо Кенесары Касымова Оренбургскому военному губернатору. 22 февраля 1841 г.

В борьбе против царской России Кенесары выступал сначала, как продолжатель политической линии своего отца Касыма и брата Саржана, продававших захваченных в ходе набегов русских в Коканд и вероломно убитых кокандским ханом, затем возглавил борьбу сам, как руководитель восстания против царизма. После убийства Саржана (1836) и Касыма (1840) союз с кокандцами для Кенесары стал невозможным. Он искал союзников: в лице бухарского хана, киргизов и других. В основе действий Кенесары против Российской империи было стремление остановить её продвижение в глубь степи, разрушить построенные на казахской земле российские крепости и остановить возведение новых, но главным было восстановить казахскую государственность времён своего деда Абылай-хана.
Прежде, продолжая дело своего отца, Кенесары пытался решить проблемы, возникшие между Казахским ханством и Российской империей, дипломатическим путём. Сохранилось несколько писем Кенесары российским властям — царю Николаю I, Оренбургским генерал-губернаторам В. А. Перовскому и В. А. Обручеву, Сибирскому генерал-губернатору П. Д. Горчакову. Принимая во внимание военное и численное превосходство российских войск, Кенесары тщательно готовился к военным действиям. Его военные отряды постоянно проходили боевую подготовку, были привлечены беглые русские и иностранные мастера оружейного дела.
Исчерпав мирные средства решения казахско-русских противоречий, Кенесары начал военные действия, которые охватили большую часть казахских земель. В восстании, кроме родов Среднего жуза, приняли участие роды Младшего жуза — Шекти, Тама, Табын, Алшын, Шомекей, Жаппас и другие, роды Старшего жуза — Уйсуны, Дулаты и другие. В битвах казахов против регулярных русских войск вместе с Кенесары сражались такие известные батыры, как Агыбай, Иман, Басыгара, Ангал, Иман Дулатулы, Жанайдар, Жеке, Сураншы, Караман Тайшыгара, Байсеит, Жоламан Тиленшиулы, Бухарбай и другие.
В мае 1838 года восставшие осадили Акмолинское укрепление (на месте которого сейчас расположена столица Казахстана — город Астана) и двумя штурмами взяли крепость. После этого в течение осени казахи продолжали партизанскую борьбу, систематически нападая на приказы, пикеты и разъезды, опустошая аулы султанов и прерывая коммуникации. Кенесары вел боевые действия на два фронта: на севере с Российской империей, на юге с Кокандским ханством.
1845 году Кенесары захватил ряд кокандских крепостей: Жанакорган, Жулек и Созак. А в 1846 году хан захватил крепость Мерке. Кенесары вёл непримиримую и упорную борьбу с царскими отрядами, Кокандским эмиратом и с внутренними врагами за политическую независимость казахов.
Кенесары между тем укреплял свои позиции в Степи, проводя жёсткую политику по отношению к родам и аулам, лояльным к имперским властям.
Обещаниями и угрозами  Кенесары снял к откочевке людей из пограничных округов, подконтрольных имперским властям. На что в большинстве случаев родоправители и баи соглашались. Омская администрация в свою очередь стремилась не допустить откочёвок, действуя через преданных ей султанов и посылая по следам ушедших волостных жителей воинские отряды для возвращения их на прежнее место силой. Немногочисленным волостям, лояльным к русским властям, П. Д. Горчаков рассылал воззвания, обращаясь к султанам, старшинам. Так, знати Карача-Джаулубаевской волости от имени генерал-губернатора была объявлена благодарность за то, что эта волость, в отличие от других, не предприняла откочёвку в ответ на призывы Кенесары, и предлагалось задерживать в своей волости «подозрительных» людей.

## Внутренняя политика
В сентябре 1841 года на курултае в районе реки Торгай представители трёх казахских жузов избрали Кенесары ханом, провозгласив возрождение единого Казахского ханства. Согласно всем правилам ритуала, Кенесары был посажен и поднят на белой кошме. В 1842—1843 бухарский эмир Насрулла также признал Кенесары ханом казахов.
Кенесары Касымов восстановил суд биев, разбиравший дела по нормам шариата. Своей налоговой политикой Кенесары закреплял нормы мусульманского права: для скотоводческих районов сохранил зякет (налог, взимавшийся со скотоводов в пользу хана и султана), для земледельческих — ушур (налог, взимавшийся с оседлого населения). Также был введен отдельный налог с каждого аула и другие многочисленные сборы. Налоговая политка хана Кенесары вызывала восстания. В 1844 году люди Наурызбая, брата Кенесары, прибыли в аулы рода Жаппас и потребовали зякет. Встретив сопротивление, воины Кенесары разгромили сотни аулов восставших. По оценке его сыновей Сыздыка и Ахмета число подданных Кенесары составило 20 тысяч кибиток.

## Внешняя политика
Кенесары в своей внешней политике выстраивал союзные и военные отношения со среднеазиатскими ханствами. При отце Касым-торе сохранил союз с Кокандским ханством. Но, после убийства отца и брата кокандцами, попал в плен. Кокандский хан Мухаммад Алихан освободил его из плена и вернул ему семью и имущество. Кенесары направился в Хивинское ханство. Хивинский хан Аллакули принял его с почётом и предложил ему заключить союз против Бухары. Приняв это предложение, Кенесары, однако, не отказался и от поддержки Бухары. Эмир Бухары Насрулла предложил союз против Хивы. Кенесары предложил ему союз против Коканда. Кенесары старался получить помощь от Хивы и Бухары. Отношения Кенесары с Российской империей были напряжёнными поскольку, после ликвидации ханской власти, царское правительство не признало его ханом. Кенесары вёл переговоры с царским правительством о мире. В 1841–1843 года Кенесары и Российская империя достигли мирного соглашения, но с приходом на пост губернатора Оренбурга В. А. Обручева соглашение о мире нарушилось, и началась карательная операция против Кенесары. В 1844 году к Кенесары от имени оренбургского губернатора прибыл в качестве посла член пограничной комиссии бий Баймуханбет Жаманши и вручил Кенесары грамоту Обручева. В 1845 году к ставке прибыло посольство русского правительства, во главе которого были Герн и Долгов. Цель посольства состояла в том, чтобы склонить Кенесары к покорности царской России и выполнять её требования. Кенесары выдвинул встречные условия. Обе стороны не признали требования друг друга, и переговоры не дали результата.

### Признание
- В 1842–1843 бухарский эмир Насрулла признал Кенесары ханом казахов[12].
- Российский император Николай I не признал Кенесары ханом всех жузов.

## Смерть: хронология событий

### Измена казахских султанов восстанию
После возвращения из похода в Коканд Кенесары приехал в земли Среднего жуза. Однако к тому времени Российской империей были приняты решительные меры, из-за которых продолжать борьбу на территории Среднего жуза стало невозможным. Тогда Кенесары принял решение уйти на территорию Старшего жуза.
Если казахские султаны на первом этапе восстания (1837—1838) преимущественно выступали сообща с восставшими, то на последующих, решающих этапах борьбы, многие из них стали изменять движению. Так, например, в 1846 году казахи Старшего жуза, во главе со своими султанами и биями, принесли присягу на верность российскому самодержцу.
Султаны Старшего жуза дали письменное заверение о своей преданности Российской империи и о готовности вести совместную борьбу с Кенесары:
Мы положили с непоколебимой твердостию мятежного султана Кенесару Касымова и его приверженцев, считать врагом нашим, не иметь с ним никаких сношений, и чтоб как он, Кенесара, так и его приверженцы не находились на занимаемых нами местах; если же теперь, а равно и по удалении его от нас заметим или услышим о враждебном его предприятии против киргиз Средней орды, а особенно близлежащих округов, то обязуемся тотчас извещать их для предупреждения злодейских покушений мятежника.Подлинное подписали: 11 султанов, 27 биев и 1 мулла.
Он послал в Старший жуз своего младшего брата Наурызбая с сотней джигитов, чтобы он просил о выделении земель для кочевок. Султан Рустем принял Наурызбая и пообещал выделить земли, а также полностью поддержать Кенесары-хана.
В конце 1846 года вытесненный русскими царскими войсками и военными формированиями казахских султанов с территории Младшего и Среднего жузов, он занял труднодоступный полуостров в устье реки Или, откуда совершал набеги на киргизские земли. Лишённый сколько-нибудь значительной социальной опоры внутри Среднего Жуза Кенесары в 1847 году покинул его пределы, рассчитывая улучшить своё положение завоевательными походами в Кыргызстан, которые вызвали отпор киргизов.

### Уход Кенесары в Старший жуз
Кенесары-хан перенаправился через реку Или, пошёл на правый берег реки Чу и занял, рядом с киргизами, урочища Джирен-айгыр, Курты, Ыйгайты, Каргалы и Узунагач. Цель передвижения и сношений Кенесары была следующая: подчинить себе киргизов и Старший жуз, жить в мире с Российской империей и Китаем. Но манапы киргизов, посоветовавшись между собой, отказали в подчинении.
Придя в земли Старшего жуза, он начал вести переговоры с киргизскими манапами. Между тем Кенесары требовал от киргизов «соблюсти обряды покорности», то есть, признать его власть. Не удержался он и от прямых угроз по адресу тех, кто не признал его власти. Киргизские манапы, прочитав письмо Кенесары, собрали киргизов и на общем совещании приняли решение не подчиняться Кенесары-хану. Получив это известие, Кенесары созвал всех датка, биев и батыров Старшего жуза и объявил им решение киргизов, спрашивая совета. Передовые люди Старшего жуза сказали: «Соберём ополчение от всех казахов и очистим совершенно эти места от киргизов». Переговоры Кенесары-хана с киргизскими манапами остались безуспешными.
Также они начали подстрекать других манапов к нападению на казахские аулы. Чтобы не осложнять отношений с киргизами, Кенесары-хан в 1846 году отпускает 200 киргизов во главе с Калча-бием, которые попали в плен после одной из битв. Позднее между обоими народами было заключено перемирие, обе стороны обязались не нападать. Но вскоре заключенное перемирие было нарушено казахами, которые убили Солтинского батыра Жаманкара, а киргизы отрядом в 70–80 человек напали на Саурыка с целью мести во время пребывания Саурыка на отдыхе, перебили весь отряд батыра, угнали более 700 лошадей. Сам Саурык во время погони попал в засаду и был убит.

### Вторжение в киргизские земли
В апреле 1847 года Кенесары с 15 тысячным войском вторгся на киргизские земли. Его репрессии обрушились на киргизский народ. Им сжигались целые аулы, не щадил ни женщин, ни детей, после чего киргизы стали готовиться к войне. В ходе столкновений, войсками Ормон-хана был разбит «первый Кенесаринский отряд» в 5 тысяч человек под командованием Худайменды-султана.
Когда Кенесары в 1847 году вторгся в Кыргызстан, был разбит в местности Майтюбе-Текеликтин Сенири и погиб в плену. «Исход этого сражения был заранее предрешен тем что царское правительство, вступив соглашение с кокандским ханом и киргизскими манапами, предложило совместными усилиями покончить с движением Кенесары Касымова». В ту ночь, перед решающим сражением, в темноте, часть войска Кенесары дезертировала; узнав об этом, и остальное войско разбежалось. Ночь была до того темна, что не видели друг друга и невозможно было остановить кого-либо. После победы Ормон-хан, организовав преследование разбитых казахов, перебил остатки казахского войска в районах местности Мыкан. В плен к войску Ормона попали около 32 султанов, в том числе и сам Кенесары, после нескольких месяцев плена Кенесары и его султаны были казнены. К месту казни пригнали большое количество казахских пленных, чтобы они смотрели на казнь последнего казахского хана, и затем отрубили голову.

### После казни Кенесары
В отмщение за смерть Кенесары казахи из мест будущего Копальского уезда предприняли набег. По воспоминаниям киргиза Калигуллы Алибекова, они угнали табун лошадей у некоего киргизского манапа Тюрегельды. Манап Тюрегельды, не дожидаясь чьей-либо поддержки, бросился за похитителями, но попал в ловушку, был схвачен в плен и увезен ими в район Копальского укрепления. Об этом узнал Джантай-манап. Будучи приятелем Тюрегельды-манапа, он обратился в Алма-Ате к вождям казахских родов Сыпатаю и Рустему, прося их выручить Тюрегельды-манапа. Сыпатай и Рустем дали Джантай-манапу неблагоприятный ответ, говоря о бессилии помочь, потому что казахи Копальского уезда уже находились под властью русского правительства. Рустем и Сыпатай посоветовали переслать голову Кенесары русским, прося у них взамен Тюрегельды-манапа. Джантай-манап последовал данному совету, выслал голову Кенесары казахским вождям Рустему и Сыпатаю для передачи её русским. За победу над Кенесары генерал-губернатор Западной Сибири Горчаков наградил представителя манапа Джантая Карабекова — Калигуллу Алибекова серебряной медалью на георгиевской ленте.
В 1847 году 22 августа (3 сентября) 1847 года в крепости Копалы по посредству генерал-майор Н.Ф. Вишневского собрались северокыргызские манапы и казахские султаны и бии Старшего жуза. Они подписали мирный договор, в котором обязались жить дружно и в спокойствии, прекратить грабёж, баранту, смертоубийства.

## Судьба останков Кенесары
В 1992 г. по инициативе Института истории и этнологии им. Ч. Валиханова в районе Майтобе — Кеклик-Сенгир были проведены археологические раскопки в поисках останков Кенесары Касымова, которые закончились безрезультатно.
Среди казахстанцев бытует мнение, будто голова Кенесары хранится и по сей день в Кунсткамере или Эрмитаже. После официального запроса генерального консульства Казахстана в Кунсткамеру 4 ноября 2004 г., директор МАЭ РАН Юрий Чистов и заведующий отделом антропологии МАЭ РАН Валерий Хартанович написали ответ, в котором говорится, что «предмета „голова Кенесары Касымова“ (как и других предметов, относящихся к этому историческому деятелю) в фондах Музея антропологии и этнографии имени Петра Первого (Кунсткамера) не обнаружено. Не имеется также никаких документов, свидетельствующих о нахождении ранее в нашем Музее каких-либо предметов, относящихся к Кенесары Касымову».
В интервью радио «Азаттык» заместитель директора Кунсткамеры Ефим Резван сказал:
В Эрмитаже бессмысленно искать подобные экспонаты. Такие вещи посылали только в Кунсткамеру. И если головы Кенесары нет в Кунсткамере, значит нет нигде (в Санкт-Петербурге).
30 июня 2021 года президент Российской Федерации Владимир Владимирович Путин дал обещание бывшему президенту Казахстана Нурсултану Абишевичу Назарбаеву помочь разыскать останки последнего хана и вернуть их на родину.
В августе 2021 года появилась информация, о том что череп Кенесары найден в одном из музеев города Омска, в которой говорилось, что подлинность черепа подтверждают документы, а именно паспорт экспоната, в котором всегда фиксируют историю происхождения: откуда и при каких обстоятельствах поступил данный экспонат, кому принадлежал, внешний вид и размеры. Однако, без генетического анализа, не представляется возможным определить принадлежность черепа казахскому военному деятелю XIX века.
Руководитель Омского регионального Центра краеведческой информации Алексей Сорокин подтвердил, что в Омском краеведческом музее хранится ружьё Кенесары, но череп, если и был, то был утрачен.
По последним данным в Москве была созвана историко-этнографическая комиссия с приглашением научных деятелей Казахстана и проведена генетическая экспертиза останков, которая показала, что они с вероятностью более чем 90 % являются подлинными останками Кенесары-хана. В том числе также достоверно установлено, что и хранимое в одной с останками хана экспозиции в Омске ружьё на сто процентов принадлежит ему.

## Семья и потомки
Кенесары имел две жены: Кунимжан и Жаныл-ханым, от которых у него было 8 сыновей — Жапар, Тайшик, Ахмет, Омар, Осман, Абубакир, Сыздык (Садык), Сыгай (Жегей).
Внук Кенесары, Азимхан Ахметулы Кенесарин (1878—1937) был деятелем Алаш-Орды, секретарём революционного комитета большевиков, заведующим земельным отделом уездного исполнительного комитета. В 1930 году был арестован по обвинению в «национализме». Повторно арестован в 1937 году и расстрелян. В 1956 году посмертно реабилитирован.
Правнук Кенесары Касымова, Натай Кенесарин (1908—1975) — учёный, доктор геолого-минералогических наук, член-корреспондент АН Узбекистана, заслуженный геолог Узбекистана.

## Память
- Имя Кенесары носят улицы в Астане, Алма-Ате и Кокшетау.
- В 2001 году в Астане на берегу реки Ишим был установлен памятник Кенесары Касымову работы Шот-Амана Валиханова[38].
- В 2004 году в России в издательстве «Молодая гвардия» в серии «Жизнь замечательных людей» вышла книга Эдиге Валиханова, посвящённая Кенесары Касымову[39]. До этого в этой серии было представлено только три казаха — Сакен Сейфуллин, Каныш Сатпаев, Чокан Валиханов.

## Кенесары в искусстве
- Кенесары выведен в романе Жюля Верна «Михаил Строгов. Курьер царя» в роли татарского хана Феофара. По настоянию Ивана Тургенева роман французского писателя перевели на русский язык и в 1900 году издали в Санкт-Петербурге.
- Известный казахский писатель Ильяс Есенберлин в 1969 году написал о нём роман «Хан Кене» (третья часть знаменитой трилогии «Кочевники»).
- В 2008 году «Казпочта» выпустила почтовую марку номиналом 25 тенге «Портрет Кенесары» работы художника Абильхана Кастеева.
- В 2015 году режиссёр Сатыбалды Нарымбетов снял фильм «Аманат» о Кенесары Касымове.
- В 2017 году ожидался документальный фильм режиссёра Мухтара Умарова «Кенесары — Последняя битва» о Кенесары Касымове.